# Stadtgarten (Freiburg im Breisgau)

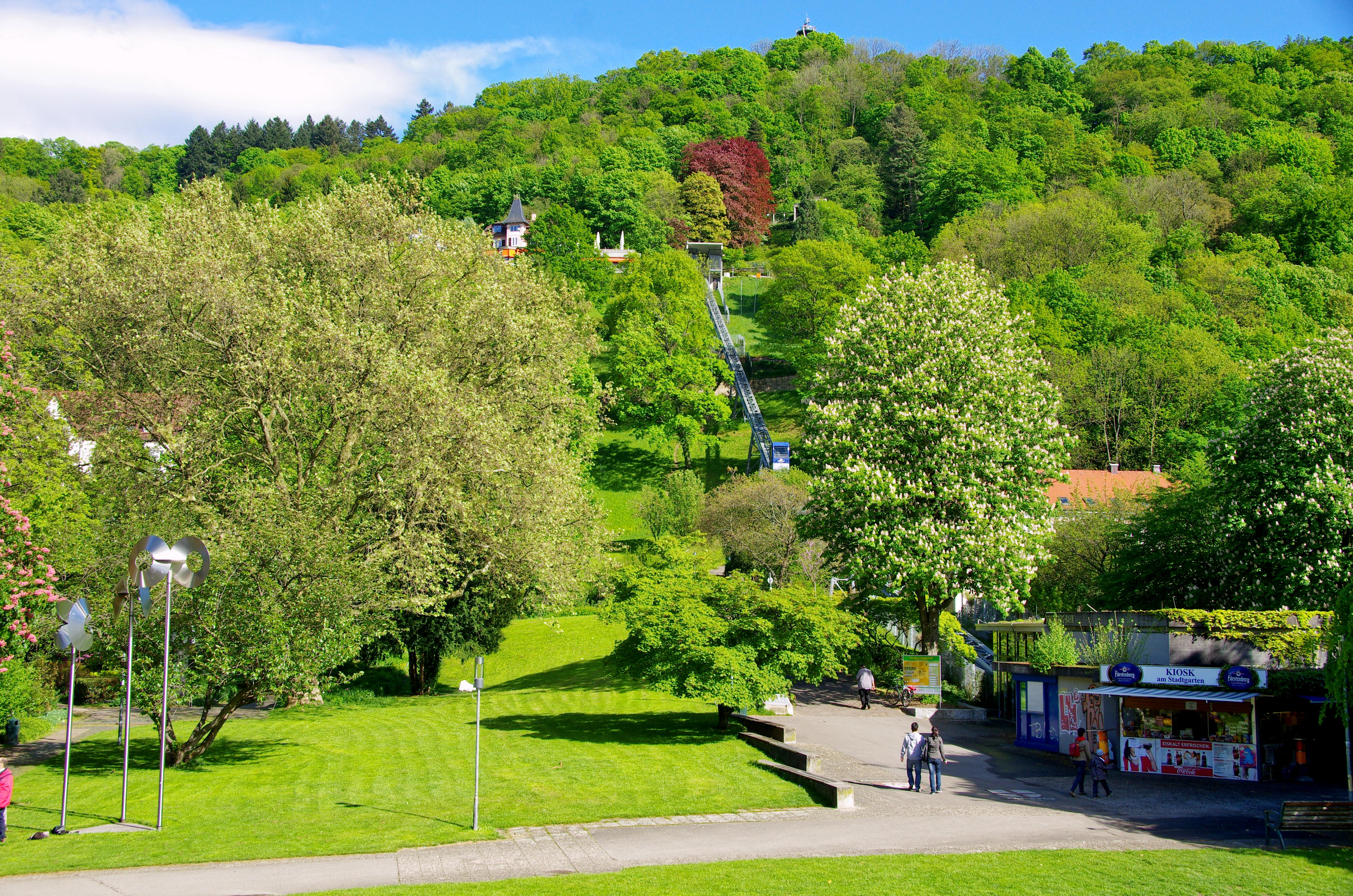
Blick in den Stadtgarten mit der Schloßbergbahn

Der Stadtgarten Freiburg ist eine 2,6 ha große Parkanlage im Stadtteil Neuburg. Er hat einen alten Baumbestand und einen großen Rosengarten und liegt zwischen dem Leopoldring, Jacob Burckhardt-, Ludwig- und Mozart-Straße nahe dem Freiburger Stadtzentrum. Über die Fußgängerbrücke Karlssteg aus Spannbeton ist er mit dem Karlsplatz verbunden. Seit 2008 führt die Schlossbergbahn, ein Schrägaufzug, auf den Schlossberg. Sie ersetzte die 1968 gebaute Schlossbergseilbahn.
Der Musikpavillon im Park wird im Sommer für Konzerte und als Freilichtbühne z. B. das Theatersport Open-Air-Festival im Stadtgarten benutzt, das seit 1997 stattfindet.
Zum Stadtgarten gehören neben Stauden- und Wechselflorbeeten ein Kinderspielplatz sowie zwei Teiche und Brunnenanlagen. Zum Stadtgarten gehörte auch das einmal im Jahr im Sommer stattfindende Schlossbergfest, bei dem mehrere tausend Kerzen im Stadtgarten und auf dem Schlossberg brennen. Es fand 2011 zum letzten Mal statt.

## Geschichte

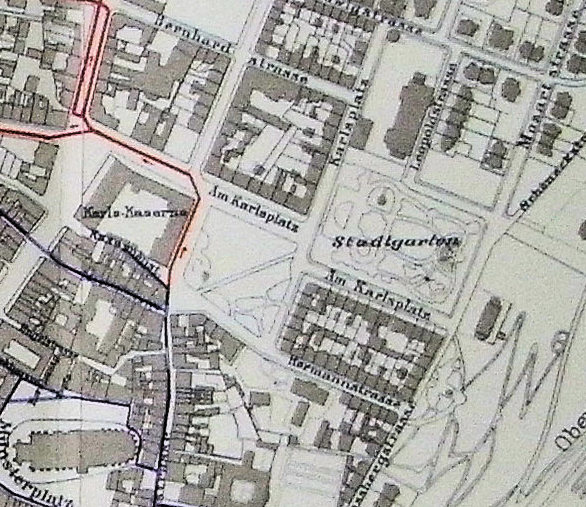
Stadtplan um die Jahrhundertwende zeigt die ursprüngliche Ausdehnung des Parks

Entstanden ist der Stadtgarten infolge der „Oberrheinischen Gewerbeausstellung“ von 1887, die noch auf dem Karlsplatz, dem ehemaligen Exerzier- und Messplatz, stattgefunden hatte. Noch 1887 wurde der Stadtgärtner Schmöger mit der Planung und dem Bau desselben beauftragt. Der Park war schon 1888 fertiggestellt und eröffnet, bis 1911 kostete er sogar Eintritt. Zur ursprünglichen Ausstattung gehörten ein Aquarium, Musikpavillon, Springbrunnen und ein Kinderspielplatz. Außerdem gab es ein Gehege mit einer Rhesusäffin namens Änne, die heute ausgestopft im Museum Natur und Mensch zu sehen ist.
Ab 1889 kamen noch Gelände am westlichen Schlossberg hinzu, die als Waldpark angelegt wurden. Als Folge des Ersten Weltkriegs wurde die Pflege deutlich vernachlässigt, so dass das Gelände von 1920 bis 1924 neu gestaltet wurde. Bis beim Luftangriff auf die Stadt (Operation Tigerfish) die Konzerthalle und der Park zerstört wurden, blieb der Park in dieser Form. Nach dem Zweiten Weltkrieg wurde der Stadtgarten wieder in Stand gesetzt. Dies begann 1948 mit der Verfüllung der Bombenkrater und der Räumung der Wege; diese teilweise Wiederherstellung geschah im Rahmen der „Badischen Industrie- und Gewerbeausstellung“. Ab 1952 wurde der Park dann vollständig wiederhergestellt und 1953 sogar nach Norden auf das Gebiet der ehemaligen Festhalle (s. u.) erweitert. 1967 wurde er am Südrand verkleinert, um Platz für den Bau des Leopoldrings zu schaffen. In den 1960er Jahren wurde dann die Schlossberg-Seilbahn zum Restaurant Dattler gebaut, die schon 1914 geplant gewesen war. Der Grünstreifen zwischen Leopoldring und Erasmusstraße ist ein Rest des früheren Stadtgartens.

### Festhalle

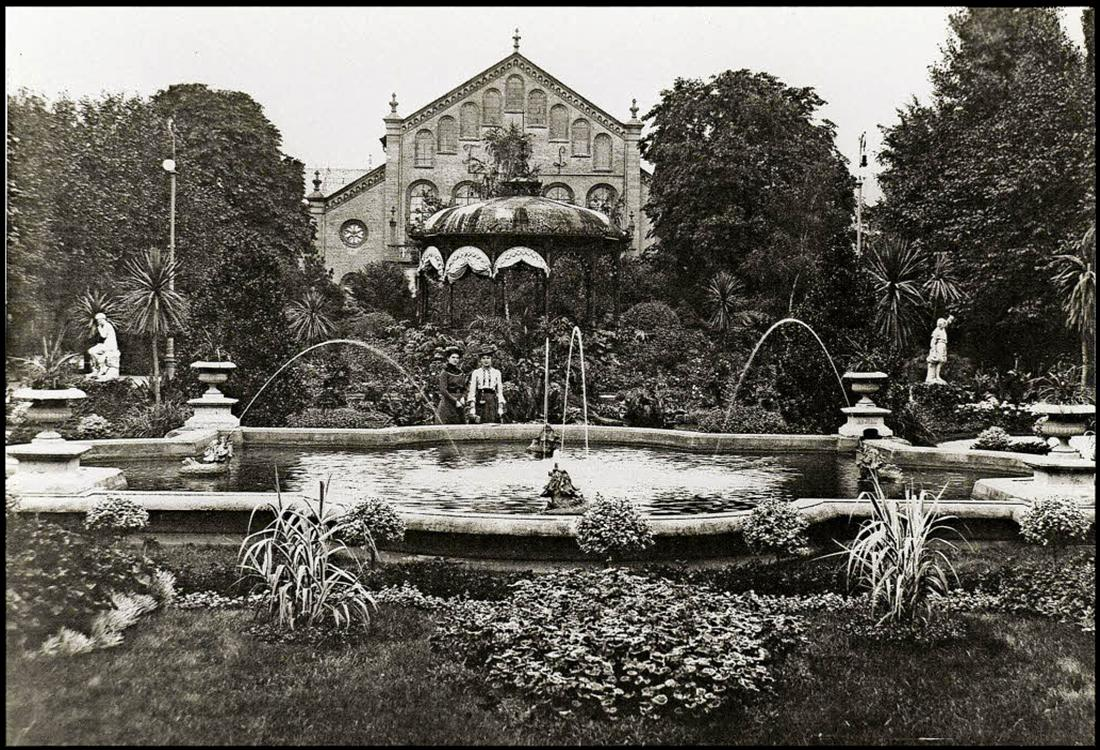
Stadtgarten Freiburg mit Kunst- und Festhalle um 1900

Zum Freiburger Stadtgarten gehörte weiterhin auch die nördlich gelegene Freiburger Festhalle. Die Halle wurde schon 1845 für das Badische Sängerfest im Jahre 1846 geplant, ihr Bau wurde allerdings erst am 10. August 1846 begonnen; der Dachstuhl wurde am 2. Oktober 1847 aufgesetzt, die notdürftig fertiggestellte Halle dann während der Badischen Revolution als Magazin und Kaserne genutzt. Erst nach Abklingen der Unruhen wurden ab 1852 die Bauarbeiten wieder aufgenommen und die Halle 1854 eröffnet. Die Pläne für die Kultur- und Festhalle stammen von Friedrich Eisenlohr, erbaut wurde sie durch den Freiburger Architekten Schneider.
In der Bombennacht am 27. November 1944 wurde die Halle zerstört und später nicht wiederaufgebaut, heute befindet sich an der Stelle der Rosengarten.
. Die Messen und Ausstellungen fanden dann ab 1954 in der Stadt - bzw. Messehalle in der Ostwiehre am Alten Messplatz statt, bis sie 1999 auf den neuen Messplatz zur Messe Freiburg umzogen. Das Gelände der Halle wurde samt dem an der damit verschwundenen Leopoldstraße gegenüberliegenden Bereich dem Stadtgarten zugeschlagen.

### Musikpavillon

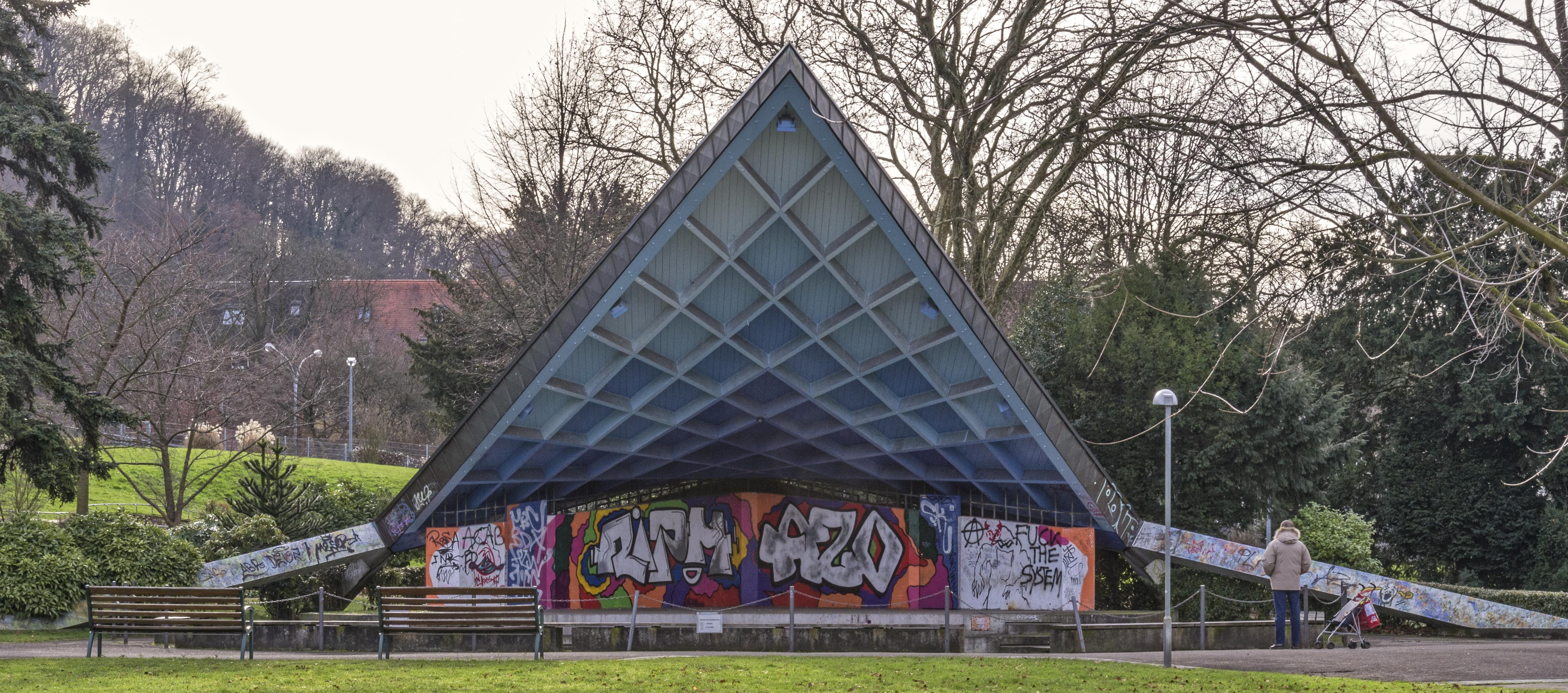
Musikpavillon

Der Musikpavillon wurde 1969 vom Hochbauamt gebaut. Entworfen hat ihn Max Scherberger, der auch Statiker des Schlossbergturms ist. Die Form des Dachs ist ein hyperbolisches Paraboloid wie auch das Faulerbad. Die gekrümmten Flächen des freitragenden Daches sind aus geraden Holzelementen zusammengesetzt. Das war die erste Dachschale dieser Art in der BRD. Die Widerlager aus Beton entwarf der damalige Leiter des Hochbauamtes Immo Kirsch. Im Sommer 2015 wurde bei einer Routineuntersuchung festgestellt, dass Wasser ins Dach eingedrungen war und es somit einsturzgefährdet war. Ursprünglich sollte bis zum Theatersport-Festival im Juli 2016 die Sanierung beendet sein. Sie verzögerte sich jedoch durch das regenreiche Wetter. Im September konnten jedoch wieder Veranstaltungen stattfinden.

## Kunstwerke
Im Stadtgarten sind eine Anzahl von Skulpturen ausgestellt. Dazu gehört die aus V2A-Edelstahl gefertigte kinetische Skulptur Windspiel des Freiburger Neurologen und Bildhauers Roland Phleps (1924–2020). Sie wurde im Jahr 2000 aufgestellt. Die Wartende von Richard Engelmann (1868–1966) wurde bereits 1926 geschaffen, jedoch erst 1950 im Stadtgarten aufgestellt. Die Eule von Eva Eisenlohr (1891–1977) könnte nach Ansicht des Freiburger Staatsarchivs früher auf einem von ihr gestalteten Brunnen vor der Infektionsabteilung der Uniklinik Freiburg gestanden haben.
Die Illumina von Till-Peter Otto (* 1975) wurde im Rahmen einer Ausstellung zu Sonnenuhren auf der Expo 2000 in Hannover ausgestellt. Am 22. Januar 2014 wurde von Mitarbeitern des Garten- und Tiefbauamts der Stadt festgestellt, dass der Skulptur der Kopf abgeschlagen und entwendet wurde. Der entstandene Schaden lag bei 5000 Euro.

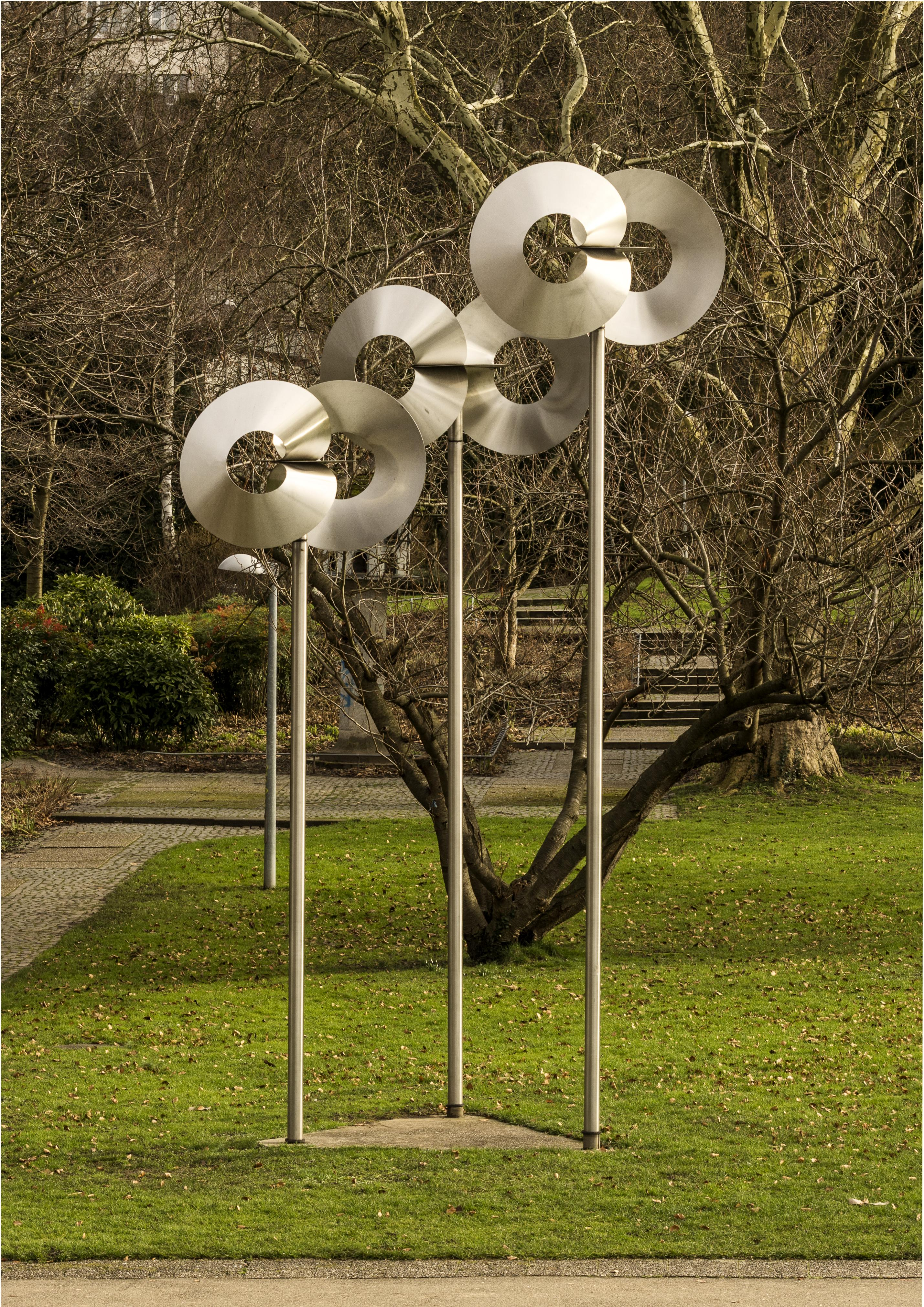
Roland Phleps: Windspiel
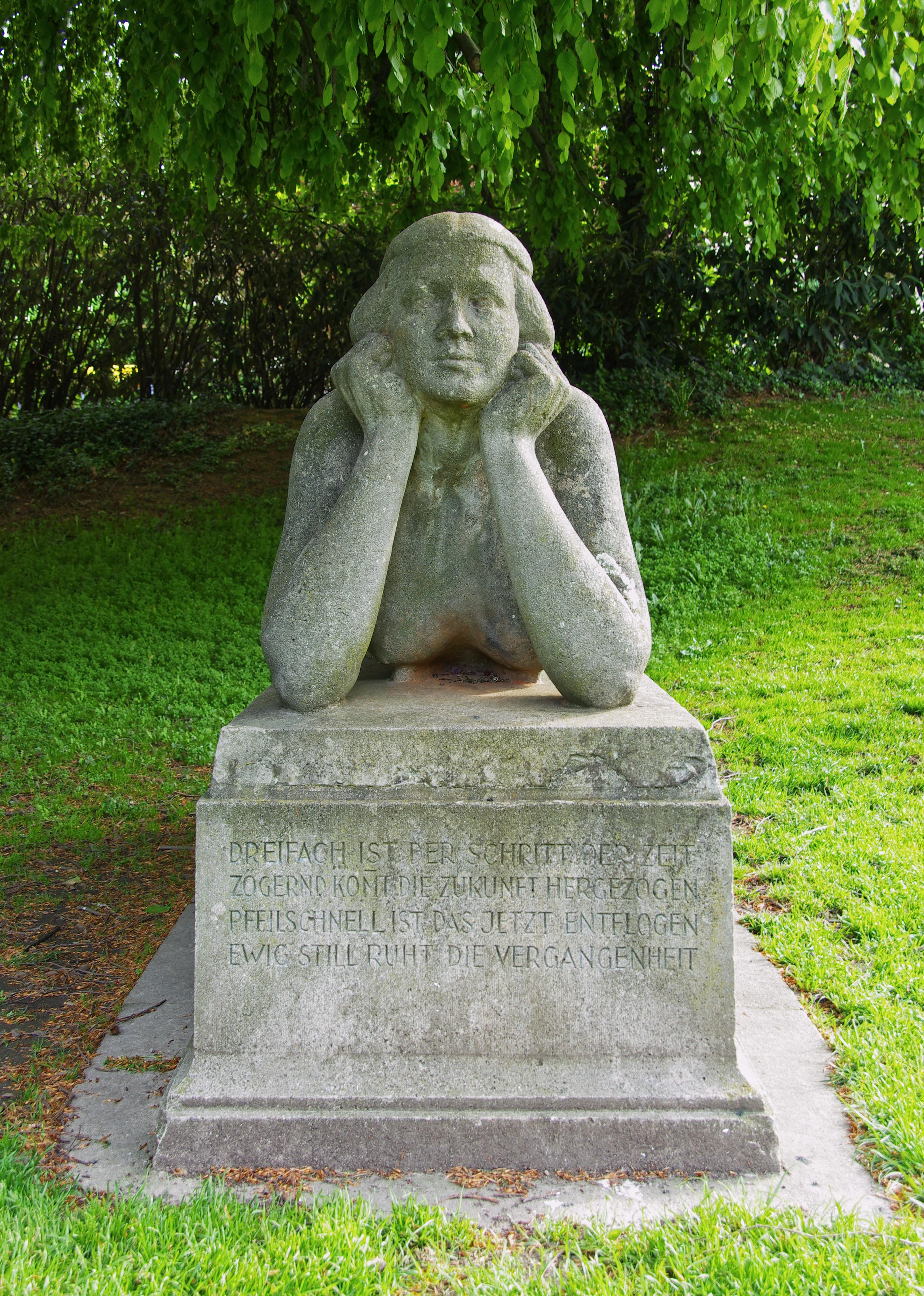
Richard Engelmann: Wartende
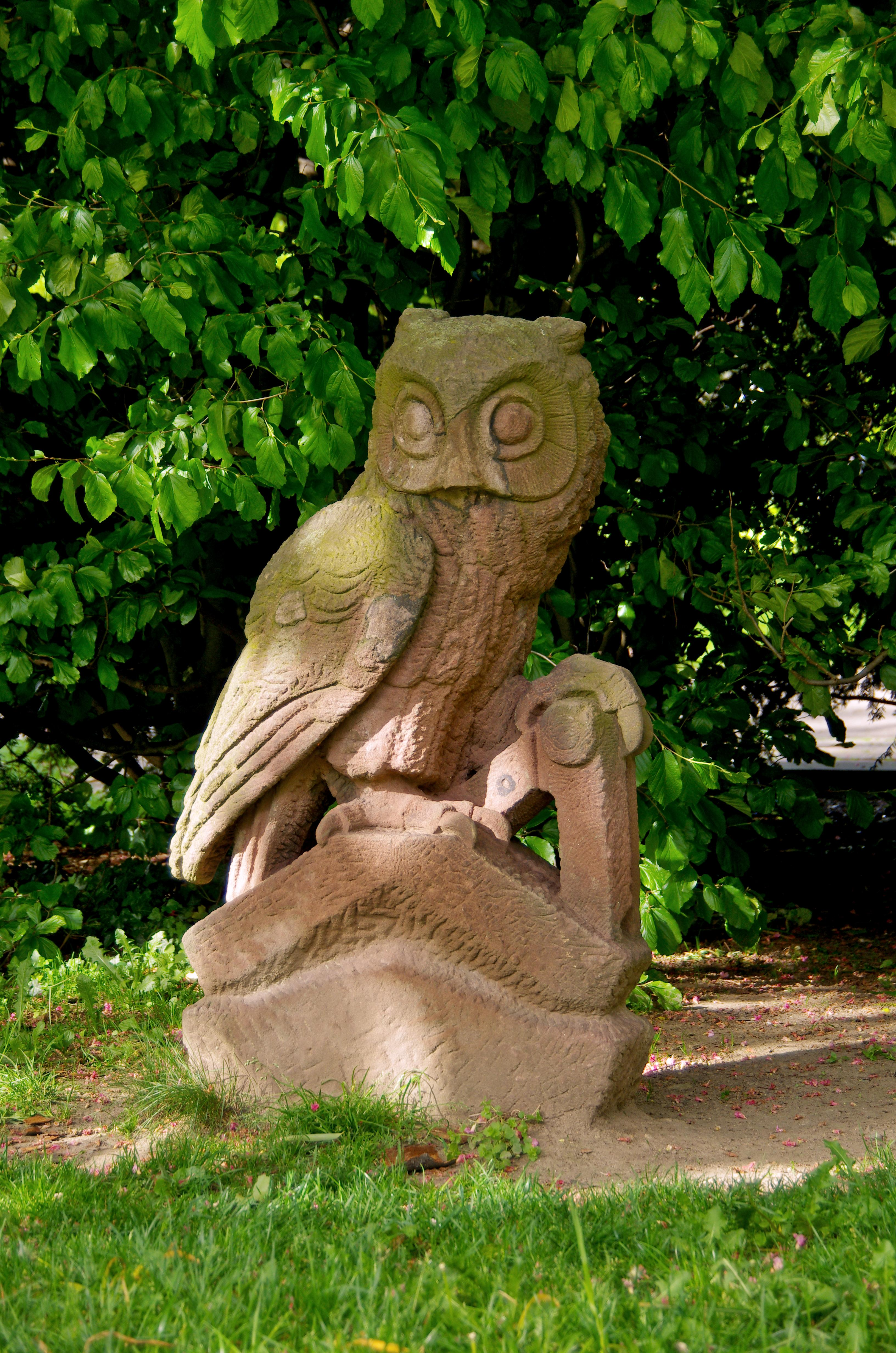
Eva Eisenlohr: Eule
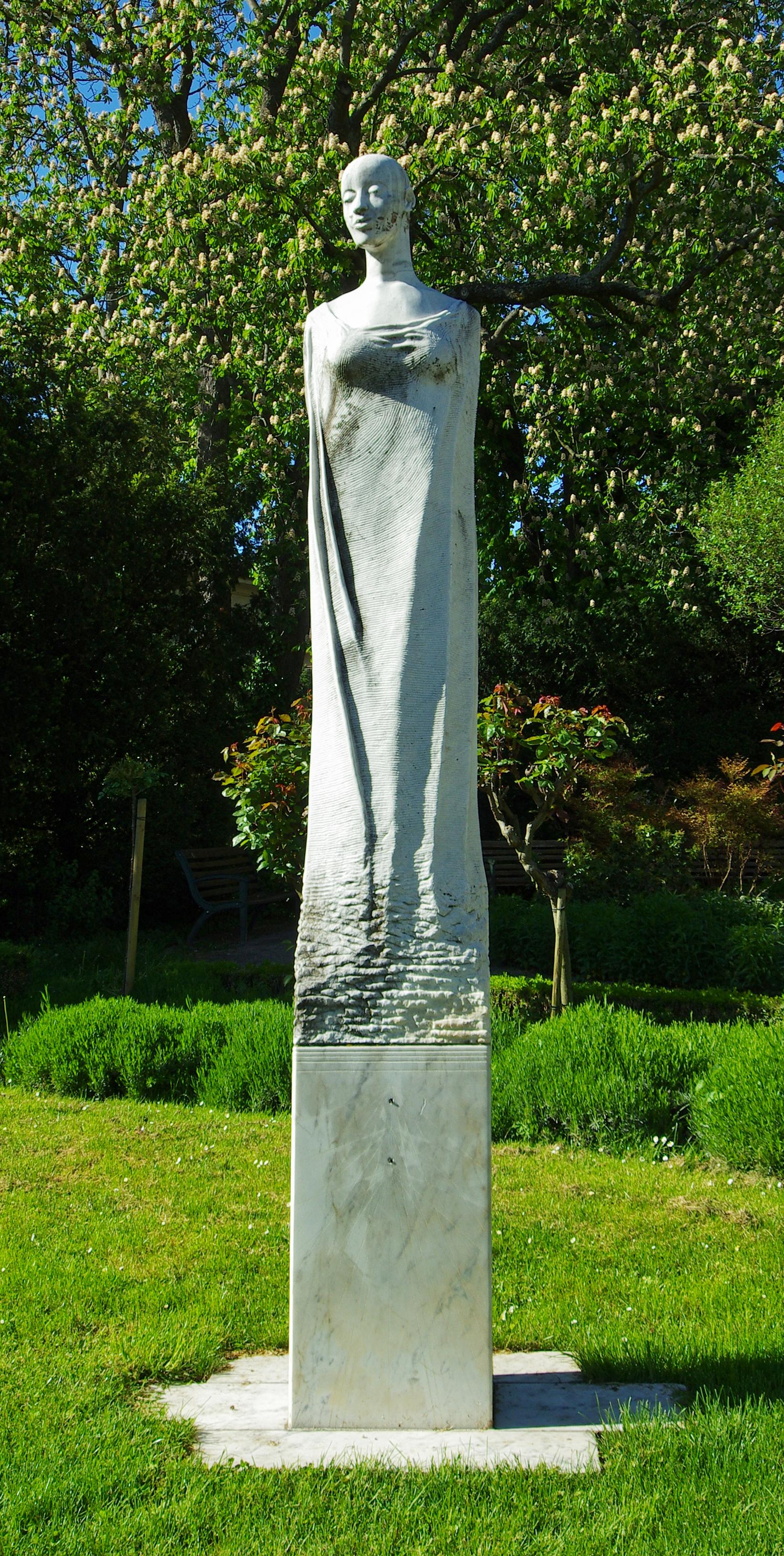
Till-Peter Otto: Illumina
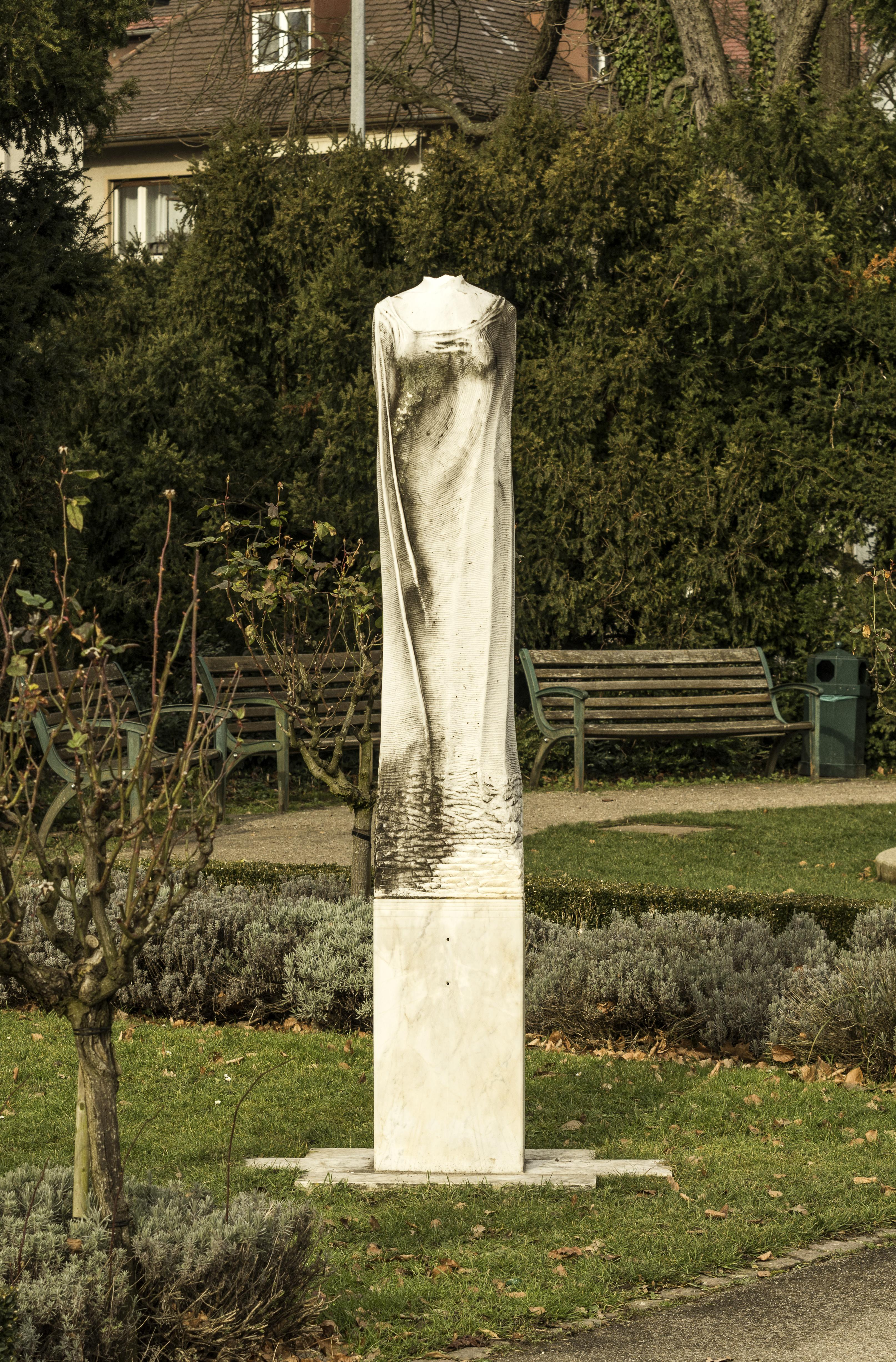
Die zerstörte Illumina

Zudem finden sich im Stadtgarten mehrere Brunnen, darunter an seinem Ostausgang der Flötenspielerbrunnen von Arthur Bausenhart (1910–2005) aus dem Jahr 1959.
Auf einem der Teiche befindet sich das Denkmal für den Freiburger Erpel. Dieser habe angeblich durch sein „Schnattern“ etliche Menschen vor dem Luftangriff auf Freiburg gewarnt und ihnen damit das Leben gerettet. Die Keramik des Erpels wurde 1953 vom Freiburger Oberbürgermeister Wolfgang Hoffmann bei Richard Bampi in Auftrag gegeben. Wie in jüngster Zeit Andreas Venzke eindringlich gezeigt hat, ist diese Legende bewusst geschaffen worden, um die Stadt Freiburg als unschuldiges (Bomben-)Opfer heimtückischer Mächte zu präsentieren. In den 1980er Jahren wurde das Original durch eine schlechte Kopie aus eingefärbtem Beton auf einem Drahtskelett ersetzt. Im März 2020 wurde es zur Restaurierung entfernt. Dann entschied man sich jedoch, von dem Original, das sich im Museum für Stadtgeschichte befindet, eine neue Kopie zu machen. Über eine Gipskopie meißelte der Bildhauer David Steinbrück aus frostbeständigem Kalkstein einen neuen Erpel. Dieser kostete 10.000 Euro anstatt 3.000 für die ursprünglich geplante Restaurierung. Trotz eindringlicher Mahnung von Venzke, mit der überlieferten Geschichte dieser Skulptur zu brechen, wurde Mitte Mai 2021 der neu geschaffene Erpel wieder gesetzt.

## Anbindung
Mit den Straßenbahnlinien 3 und 5 kann der Stadtgarten von der Haltestelle Europaplatz aus erreicht werden. Der Stadtgarten ist Ausgangspunkt der Radschnellwege nach Emmendingen und Waldkirch, Kirchzarten sowie Breisach. An der Nordwestseite befindet sich eine Station des Fahrradverleihsystems Frelo. Im Zuge des Ausbaus des Radschnellweges nach Emmendingen und Waldkirch ab Ende 2025 soll auch auf der Westseite ein bislang fehlender Zugang zum Stadtgarten angelegt werden.